# Грб Старог града (Београд)
Основни грб Општине Стари град је раздељен штит. Горе на црвеном из линије поделе издиже се сребрна бедемска кренелација, са три зупца од којих је средњи шири; иза средњег зупца издиже се кружна двоспратна сребрна кула са кренелацијом и по два лучна прозора на сваком спрату, а са бочних зубаца по један златни тролисни патријаршки крст. Доле, на црвеном пољу су две сребрне греде.
Средњи грб је истоветан грбу Општине са златном бедемском круном са четири зупца изнад штита. 
Велики грб је истоветан Средњем грбу, с тим што садржи и два држача штита у облику сребрних орлова, црвено оружаних, златних, кљунова и ногу, крила дигнутих на полет. Десни орао придржава и златним ресама обрубљени стег града Београда, а леви златним ресама обрубљени стег општине Стари град. Оба стега су истакнута на црним копљима златних врхова. Постамент има форму бедема Калемегданске тврђаве, са кулама мотриљама на угловима, све у природним бојама.

### Употреба
Грб усвојен 1993. године, а потврђен 4. августа 2004. године, на седници Скупштине општине Стари град у Београду, која је донела Одлуку о организацији и раду органа Општине Стари Град, у оквиру члана 5

### Књиге и научни чланци
- Ацовић, Драгомир М. (1996). „Казивање о грбу”. поглавље у књизи Прича о Београду, (ур. С. Огњеновић).  48966156
- Ацовић, Драгомир М. (2000). Грбови града Београда. Београд: Српска књижевна задруга.
- Ацовић, Драгомир М. (2008). Хералдика и Срби. Београд: Завод за уџбенике.  152135692
- Палавестра, Александар (2010). Илирски грбовници и други хералдички радови. Београд: Завод за уџбенике; Досије студио.  178966796

### Правна регулатива
- „Статут градске општине Стари град (други пречишћен текст)” (PDF). Службени лист града Београда 4/14. 23. 1. 2014. стр. 7—21.
- „Одлука о употреби грба и заставе градске општине Стари град (пречишћен текст)” (PDF). Службени лист града Београда 63/13. 10. 12. 2013. стр. 5—7.

1. ↑  Полако у промене
2. ↑  Полако у промене